# 乳苣
乳苣（学名：Mulgedium tataricum）为菊属乳苣属的植物。分布在俄罗斯、欧洲、乌兹别克斯坦、哈萨克斯坦、印度、伊朗、阿富汗、蒙古以及中国大陆的西藏、河南、山西、陕西、河北、青海、内蒙古、甘肃、新疆、辽宁等地，生长于海拔1,200米至4,300米的地区，常生长在湖边、草甸、田边、河滩、固定沙丘以及砾石地，目前尚未由人工引种栽培。

## 别名
蒙山莴苣，紫花山莴苣，苦菜

## 异名
- Lactuca tatarica (L.) C. A. Mey.
- Mulgedium tataricum (L.) DC. var. tibeticum (Hook. f.) Schmidt